# Christoph Marthaler
Pour les articles homonymes, voir Marthaler.
Christoph Marthaler, né le 17 octobre 1951 à Erlenbach dans le canton de Berne, est un metteur en scène de théâtre et d'opéra.

## Biographie
Christoph Marthaler est musicien de formation et intègre d'abord un orchestre comme hautboïste tout en suivant une formation à l'école de Jacques Lecoq à Paris.
C'est par le truchement de la musique qu'il a ses premiers contacts avec le monde du théâtre : il compose des musiques pour des metteurs en scène à Hambourg, Munich, Zurich et Bonn.
Il travaille notamment pendant les années 1970 au Neumarkttheater de Zurich, aux côtés de Horst Zankl (de), comme musicien de théâtre. En 1986 il s'installe à Bâle et compose des musiques de scène  pour Franck Bambauer puis poursuit sa collaboration quand ce dernier prend la direction du Schauspielhaus de Hambourg. C'est en 1993 qu'il compose le spectacle qui le rendra célèbre, monté à la Volksbühne de Berlin, sorte de "requiem pour la RDA" : Murx den Europäer ! Murx ihn ! Murx ihn ! Murx ihn ab ! (Bousille l'Européen ! Bousille-le ! Bousille-le ! Bousille-le bien!). Une reprise a lieu à Strasbourg en 1996. De 1994 à 2000, il est l'auteur de nombreuses mises en scène au théâtre et à l'opéra : La Tempête devant Shakespeare - le petit Rien (1994), Pelléas et Mélisande de Debussy et L'Heure zéro ou l'art de servir (1995), Luisa Miller de Verdi, Fidelio de Beethoven et Les Trois sœurs de Tchékhov (1997), La Vie parisienne d'Offenbach et Katja Kabanova de Janáček (1998), entre autres. À cette époque, Il travaille aussi régulièrement avec Franz Castorf, alors directeur de la Volksbühne de Berlin, et coproducteur de l'une de ses créations en 1996, inspirée du récit de voyage d'une institutrice suisse qui découvre le monde au début du siècle dernier, le Voyage de Lina Bögli.
En 1998, il reçoit le IVème Prix Europe Réalités Théâtrales.
De septembre 2000 à 2004, il dirige le Schauspielhaus de Zurich avec la dramaturge Stefanie Carp (de). Il y met en scène notamment La Nuit des rois de Shakespeare, La Belle Meunière de Schubert, Aux Alpes d'Elfriede Jelinek, La Mort de Danton de Georg Büchner. II quitte la direction du Schauspielhaus de Zurich en 2004.
Il travaille ensuite comme metteur en scène de théâtre musical et d'opéra. Il met notamment en scène Les Noces de Figaro en 2001 au festival de Salzbourg, ponctuées de nombreux gags sonores et visuels, La traviata en 2007 au Palais Garnier, dans laquelle il transforme Violetta et d'Alfredo, en Édith Piaf et Théo Sarapo, ou encore Wozzeck, en 2008 à l'Opéra Bastille.
En 2010, il est artiste associé au festival d'Avignon.
En 2011, il reçoit l'Anneau Hans-Reinhart, la plus haute distinction pour une personnalité du théâtre en Suisse.
En 2018, il reçoit le Prix International Ibsen (International Ibsen Award). Doté de 2,5 millions de couronnes norvégiennes (263 000 €), le Prix Ibsen est considéré comme un des plus prestigieux prix décernés dans le monde du théâtre.
En décembre 2021, il met en scène l'opérette de Franz Lehár, Giuditta, à l'Opéra de Munich et reçoit des critiques.
Sa dernière création Aucune idée, sera présentée au festival d'automne à Paris. Elle a été créée à Vidy, Lausanne, en avril 2022.

## Prix Europe pour le théâtre - Premio Europa per il Teatro
En avril 1998, il reçoit le IVème Prix Europe Réalités Théâtrales.

## Mises en scène

### 1980-1989
- 1980 : Indeed. Ein Interieur, Rote Fabrik, Zürcher Theater Spetakel
- 1983 : Blanc et immobile, Erik Satie, Zurich
- 1985 : Vexations, Erik Satie, Minimal Festival Zurich
- 1985 : Große Worte Hymne, impromptu pour chœur et orchestre, Zurich
- 1988 : Ribble Bobble Pimlico, Kurt Schwitters, Schauspielhaus de Zurich
- 1988 : Ankunft Badischer Bahnhof, Barbara Mundel (de), Théâtre de Bâle
- 1989 : Wenn das Alpenhorn sich rötet (Quand le cor alpin rougeoie), Théâtre de Bâle

### 1990-1999
- 1990 : Stägli uff, Stägli ab, juchhee ! (Montons et descendons les marches, hopla !), Théâtre de Bâle
- 1991 : Die Affäre Rue de Lourcine d'Eugène Labiche, Théâtre de Bâle
- 1992 : Amora, Schlotterbeckgarage Bâle
- 1992 : Faust. Eine subjektive Tragödie (Faust. Une tragédie subjective) d'après Fernando Pessoa, Théâtre de Bâle, Hambourg, Zurich
- 1992 : Ein Stück Monolog et Immer noch nicht mehr de Samuel Beckett, Théâtre de Bâle
- 1993 : Murx den Europäer ! Murx ihn ! Murx ihn ! Murx ihn ab ! (Bousille l'Européen ! Bousille-le ! Bousille-le ! Bousille-le bien !), Volksbühne Berlin
- 1993 : Prohelvetia, Théâtre de Bâle
- 1993 : Faust, Wurzel aus 1+2 (Faust. Racine de 1+2) d'après Goethe, Schauspielhaus de Hambourg
- 1994 : Pelléas et Mélisande de Claude Debussy, Opéra de Francfort
- 1994 : Sturm vor Shakespeare (Tempête devant Shakespeare), Volksbühne Berlin
- 1994 : Sucht/Lust, Schauspielhaus de Hambourg
- 1994 : Der Eindringling – Ein Jubiläumskonzert in zwei Aufzügen, Karl Valentin et Maurice Maeterlinck, Volksbühne Berlin
- 1995 : Die Stunde Null oder Die Kunst des Servierens (L'Heure zéro ou L'Art de servir), Schauspielhaus de Hambourg
- 1995 : Die Hochzeit (Le Mariage) d'Elias Canetti, Schauspielhaus de Hambourg
- 1996 : Pierrot Lunaire/Quatuor pour la fin du Temps d'Arnold Schönberg, Olivier Messiaen, Festival de Salzbourg
- 1996 : Kasimir et Karoline d'Ödön von Horváth, Schauspielhaus de Hambourg
- 1996 : Lina Boeglis Reise (Le Voyage de Lina Boegli), Volksbühne Berlin
- 1996 : Straße der Besten. Ein Rundgang, Volksbühne Berlin
- 1996 : Luisa Miller de Giuseppe Verdi, Opéra de Francfort
- 1996 : A King, Riding, Klaas de Vries, Virginia Woolf, Fernando Pessoa, Opéra la Monnaie Bruxelles
- 1996 : Kassandra de Christa Wolf, Michael Jarrell, Christoph Marthaler, Anne Bennent, Festival de Lucerne
- 1997 : The Unanswered Question (Einladung zum Berliner Theatertreffen), Christoph Marthaler, Jürg Henneberger, Théâtre de Bâle
- 1997 : Drei Schwestern (Les Trois Sœurs) d'Anton Tchekhov, Volksbühne Berlin
- 1997 : Fidelio de Beethoven, Opéra de Francfort
- 1998 : Arsen und Spitzenhäubchen de Joseph Kesselring, Schauspielhaus de Hambourg
- 1998 : La Vie parisienne de Jacques Offenbach, direction Sylvain Cambreling, Volksbühne Berlin
- 1998 : Katja Kabanova de Leoš Janáček, Festival de Salzbourg
- 1999 : Die Spezialisten, ein Gedenktraining für Führungskräfte (Les Spécialistes, un entraînement mémoriel pour cadres) de Stefanie Carp (de) et Christoph Marthaler, Schauspielhaus de Hambourg, Opéra national du Rhin
- 1999 : Zur schönen Aussicht (Le Belvédère) d'Ödön von Horváth, Festival de Salzbourg

### 2000-2009
- 2000 : 20th Century Blues et L'Adieu de Rainald Goetz, Théâtre de Bâle
- 2000 : Hotel Angst (Hôtel peur), Schauspielhaus de Zurich
- 2000 : Was ihr wollt de William Shakespeare, Schauspielhaus de Zurich, 2002 : Odéon-Théâtre de l'Europe
- 2001 : Die schöne Müllerin (La Belle Meunière) de Franz Schubert, Schauspielhaus de Zurich, 2003 : Théâtre Nanterre-Amandiers
- 2001 : Les Noces de Figaro de Mozart, Festival de Salzbourg
- 2001 : Die zehn Gebote (Les Dix Commandements) d'après Raffaele Viviani, Volksbühne Berlin, 2004 : MC93 Bobigny
- 2002 : Synchron de Thomas Hürlimann, Schauspielhaus de Zurich
- 2002 : In den Alpen (Aux alpes) d'Elfriede Jelinek, Schauspielhaus de Zurich
- 2003 : Groundings, une variation de l'espoir (Groundings, eine Hoffnungsvariante) de Stefanie Carp (de), Christoph Marthaler, Anna Viebrock (de), Schauspielhaus de Zurich, 2004 : Festival d'Avignon
- 2003 : Dantons Tod (La Mort de Danton) de Georg Büchner, Schauspielhaus de Zurich, 2005 : Odéon-Théâtre de l'Europe
- 2003 : Lieber nicht (Plutôt pas) d'après Bartleby d'Herman Melville, Volksbühne Berlin
- 2003 : Goldene Zeiten (L'Âge d'or), Christoph Marthaler, Ovide, Schauspielhaus de Zurich
- 2003 : Invocation de Beat Furrer, Opéra de Zurich, Schauspielhaus de Zurich
- 2004 : O. T., eine Ersatzpassion, Schauspielhaus de Zurich
- 2004 : Seemannslieder (La Bonne Espérance) d'après Herman Heijermans, Publiekstheater Gand, 2005 : Odéon-Théâtre de l'Europe
- 2005 : Schutz vor der Zukunft (Se protéger de l’avenir), Wiener Festwochen, 2006 : Odéon-Théâtre de l'Europe
- 2005 : Tristan und Isolde de Richard Wagner, Festival de Bayreuth
- 2006 : Winch Only de Claudio Monteverdi, Christoph Marthaler, Hugo Claus, Kunstenfestivaldesarts Bruxelles, Théâtre national de Chaillot
- 2006 : Geschichten aus dem Wienerwald'' (Légendes de la forêt viennoise) d'Ödön von Horváth, Volksbühne Berlin, 2007 : Théâtre national de Chaillot
- 2007 : Platz Mangel (Manque de place), Rote Fabrik Zurich, 2008 : MC93 Bobigny, 2009 : Théâtre national de Strasbourg
- 2007 : La Traviata de Giuseppe Verdi, Opéra Garnier
- 2007 : Maeterlinck de Maurice Maeterlinck, Gand, Odéon-Théâtre de l'Europe
- 2008 : Les Noces de Figaro de Mozart, Théâtre Nanterre-Amandiers
- 2009 : Wozzeck d'Alban Berg, mise en scène avec Joachim Rathke, Opéra Bastille
- 2009 : Riesenbutzbach, eine Dauerkolonie (Riesenbutzbach, une colonie permanente) de Stefanie Carp (de), Wiener Festwochen, Festival d'Avignon

### 2010-2014
- 2010 : Meine faire dame (Un laboratoire de langues), Théâtre de Bâle, 2012 : Comédie de Valence, Festival d'Avignon, Odéon-Théâtre de l'Europe
- 2010 : Papperlapapp de Christoph Marthaler et Anna Viebrock, Festival d'Avignon
- 2010 : Schutz vor der Zukunft (Se protéger de l’avenir), Festival d'Avignon
- 2011 : Katja Kabanova de Leoš Janáček, mise en scène avec Joachim Rathke, Opéra Garnier
- 2011 : + ou - 0, Nuuk, Wiener Festwochen, Théâtre de la Ville
- 2012 : Sale, Opéra de Zurich
- 2012 : Glaube Liebe Hoffnung (Foi Amour Espérance) d'Ödön von Horváth et Lukas Kristi, Odéon-Théâtre de l'Europe
- 2013 : King Size, Festival d'Avignon, 2014 : Théâtre Nanterre-Amandiers
- 2013 : Letzte Tage. Ein Vorabend, Théâtre de la Ville
- 2013 : Das Weisse vom Ei (Une île flottante) d'Eugène Labiche, Christoph Marthaler, Anna Viebrock (de), Malte Ubenauf et les acteurs, Théâtre Vidy-Lausanne, Théâtre de Bâle

## Prix et distinctions
- Prix Konrad Wolf[14] 1996 (décerné par l'Académie des arts de Berlin)
- Membre de l'Académie des arts de Berlin en 1997[15]
- Prix de théâtre du Land de Bavière (qu'il partage avec Anna Viebrock (de))
- 1998 : Prix Europe Réalités Théâtrales
- Prix Nestroy (2005)
- Prix Fritz Kortner (1997)
- Prix du théâtre de Berlin (2004, avec Anna Viebrock)
- Anneau Hans-Reinhart, en 2011
- Lion d'Or à la Biennale de Venise en 2015[16]
- Prix international Ibsen (International Ibsen Award), Norvège (2018).
- 2020 : Prix Nestroy de Théâtre pour l'ensemble de son œuvre